# Torchia
 (octobre 2020).
Torchia est un groupe de death metal mélodique finlandais formé en 2010.
Le groupe gagne en notoriété en 2019, notamment grâce à sa participation au Dark River Festival, un festival finlandais de death metal. Il y partage l'affiche avec le chanteur Blaze Bayley et avec les groupes Ensiferum et Omnium Gatherum.

## Discographie

### Albums
En 2017, le groupe enregistre son premier album, Of Curses and Grief, avec l'aide de Hiili Hiilesmaa. L'album sort le 27 octobre 2017, et est élu meilleur album finlandais de l'année par le magazine Inferno[réf. nécessaire]. 
Leur deuxième album, The Coven, est publié le 27 mars 2020.

### Singles
- 2017 : Fury
- 2017 : Headshot
- 2019 : Moon, Rise!
- 2020 : Memoirs
- 2020 : Plague Peasant